# V24

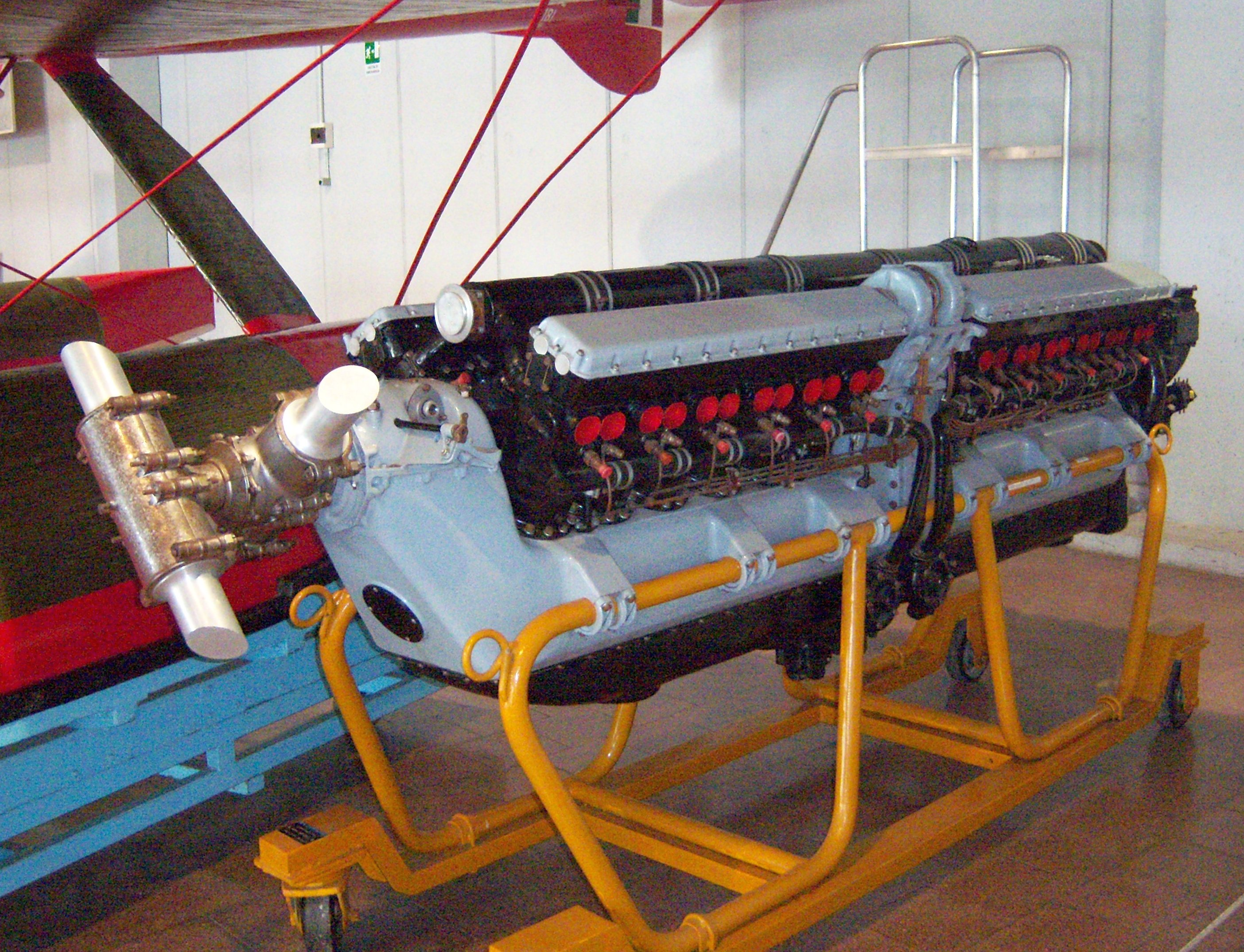
Silnik lotniczy M.C.72

V24 – oznaczenie silnika widlastego mającego dwadzieścia cztery cylindry. Silniki w tym układzie stosuje się zazwyczaj do napędów okrętowych (zarówno maszyny zasadnicze, jak i generatory pokładowe), do celów energetyki, jak również w lokomotywach.